# 冈嘎本孙峰
冈嘎本孙峰（藏語：གངས་དཀར་སྤུན་གསུམ་，威利转写：gangs dkar spun gsum，藏语拼音：Kanggarbünsum），也译康嘎尔本孙，海拔7570米，位于中國和不丹的邊境地區，該峰至今無人成功登頂，是目前世界上最高的未被攀登過的山。由於中國和不丹至今沒有明確的劃界條約，兩國又無外交關係以商談劃界，所以該峰歸屬未定。按國際上民間觀點，該峰是位于中不邊界，是不丹的最高峰；有人認爲，位于該峰東北方30公里處的庫拉岡日峰才是位于中不邊界的不丹最高峰，該峰完全在不丹境内。
由于不丹政府的保护，該峰至今無人成功登頂。1998年一支來自日本的探險隊嘗試從北側攀登該峰，並獲得中國登山協會的許可，但是由于不丹的政治問題，該許可被收回。1999年，该登山隊從中國西藏出發，成功登上了冈嘎本孙峰的海拔7534米的北次峰良岗康日（最后一个拥有西藏官方汉语译名的山峰）。

## 延伸閱讀
- Berry, Steven K. (1988)。The Thunder Dragon Kingdom: A Mountaineering Expedition to Bhutan (1st ed.). Marlborough: Crowood Press ISBN 1-85223-146-7 and Seattle: Cloudcap Press ISBN 0-938567-07-1. This is the book of the 1986 British Expedition.

## 外部連結
- Nirvana Expeditions 該峰圖片集
- Himalayan Kingdoms Ltd （页面存档备份，存于）
- Tin-Tin Trekking （页面存档备份，存于） 包含該峰的不丹地圖
- Travel Intelligence （页面存档备份，存于） 關於在不丹登山及其限制的文章
- 1999年日本登山隊的報告 （页面存档备份，存于）。